# 大原町 (千葉県)

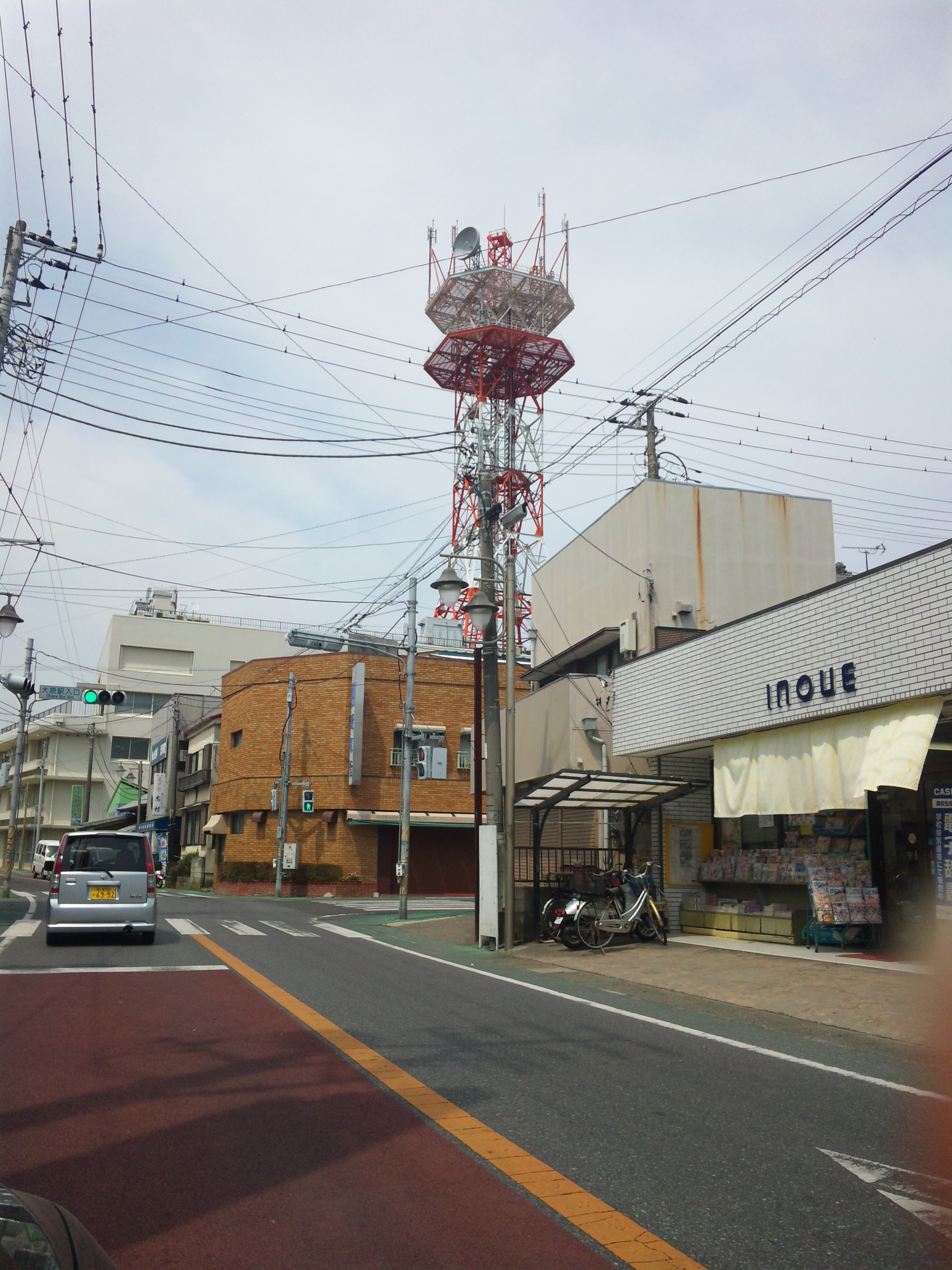
大原駅前の商店街

大原町（おおはらまち）はかつて千葉県夷隅郡にあった町。
イセエビの水揚げ量は日本一多い。今日における勝浦市を含めた夷隅地域の実質的な中心地である。
2005年12月5日に夷隅町、岬町と合併し、いすみ市誕生にともない消滅した。

## 地理
千葉県の太平洋沿岸にあった町。太平洋に面した東側、外房線、国道128号線沿いに平地が広がるが、房総丘陵につながる西側には山林が広がる。

### 隣接していた自治体
- 勝浦市
- 夷隅郡夷隅町
- 夷隅郡御宿町
- 夷隅郡岬町

## 歴史

### 沿革
- 1889年（明治22年）4月1日 - 町村制施行に伴い、中魚落村（なかいおちむら）が発足。
- 1899年（明治32年）
  - 12月13日 - 大原駅が開業。
  - 12月22日 - 中魚落村が町制施行・改称し、大原町となる。
- 1953年（昭和28年）5月18日 - 国道128号が制定。
- 1955年（昭和30年）3月31日 - 大原町（旧）・東海村・東村・浪花村の大半（岩和田を除く）・布施村の一部（下布施と上布施の一部）が合併し、大原町が発足。
- 1988年（昭和63年）3月24日 - JR木原線がいすみ鉄道いすみ線に転換。
- 1993年（平成5年）4月1日 - 国道465号が制定。
- 2005年（平成17年）
  - 11月27日 - 閉町式を開催。
  - 12月5日 - 夷隅町・岬町と合併しいすみ市が発足。同日大原町廃止。

### 行政区域変遷
- 変遷の年表

| 大原町町域の変遷（年表） | 大原町町域の変遷（年表） | 大原町町域の変遷（年表） |
| 年                       | 月日                     | 旧大原町町域に関連する行政区域変遷 |
| ------------------------ | ------------------------ | --- |
| 1889年（明治22年）       | 4月1日                   | 町村制施行に伴い、以下の村がそれぞれ発足。 - 中魚落村 ← 中魚落郷単独で村制施行 - 東村 ← 山田村・長志村・長志郷・佐室村・高谷村・新田野村・下原村・細尾村 - 東海村 ← 若山村・新田村・深堀村・日在村・釈迦谷村・若山村外二ヶ村入会地 - 布施村 ← 上布施村・下布施村・実谷村・七本村・上布施実谷入会地 - 浪花村 ← 小池村・小沢村・岩船村・岩和田村 |
| 1899年（明治32年）       | 12月22日                 | 中魚落村が町制施行・改称し大原町となる。 |
| 1955年（昭和30年）       | 3月31日                  | 大原町・東海村・東村・浪花村の大半（岩和田を除く）・布施村の一部（下布施と上布施の一部）が合併し、大原町が発足。 |
| 2005年（平成17年）       | 12月5日                  | 大原町は夷隅町・岬町と合併しいすみ市が発足。大原町は消滅。 |

- 変遷表

| 大原町町域の変遷表 | 大原町町域の変遷表 | 大原町町域の変遷表 | 大原町町域の変遷表                | 大原町町域の変遷表     | 大原町町域の変遷表        | 大原町町域の変遷表 | 大原町町域の変遷表 |
| 1868年 以前        | 1868年 以前        | 明治22年 4月1日    | 明治22年 - 昭和19年               | 昭和20年 - 昭和64年    | 平成元年 - 現在           | 現在               |                    |
| ------------------ | ------------------ | ------------------ | --------------------------------- | ---------------------- | ------------------------- | ------------------ | ------------------ |
|                    | 中魚落郷           | 中魚落村           | 明治32年12月22日 大原町に町制改称 | 昭和30年3月31日 大原町 | 平成17年11月27日 いすみ市 | いすみ市           |                    |
|                    | 山田村             | 東村               | 東村                              | 昭和30年3月31日 大原町 | 平成17年11月27日 いすみ市 | いすみ市           |                    |
|                    | 長志村             | 東村               | 東村                              | 昭和30年3月31日 大原町 | 平成17年11月27日 いすみ市 | いすみ市           |                    |
|                    | 長志郷             | 東村               | 東村                              | 昭和30年3月31日 大原町 | 平成17年11月27日 いすみ市 | いすみ市           |                    |
|                    | 沢部村             | 東村               | 東村                              | 昭和30年3月31日 大原町 | 平成17年11月27日 いすみ市 | いすみ市           |                    |
|                    | 佐室村             | 東村               | 東村                              | 昭和30年3月31日 大原町 | 平成17年11月27日 いすみ市 | いすみ市           |                    |
|                    | 高谷村             | 東村               | 東村                              | 昭和30年3月31日 大原町 | 平成17年11月27日 いすみ市 | いすみ市           |                    |
|                    | 新田野村           | 東村               | 東村                              | 昭和30年3月31日 大原町 | 平成17年11月27日 いすみ市 | いすみ市           |                    |
|                    | 下原村             | 東村               | 東村                              | 昭和30年3月31日 大原町 | 平成17年11月27日 いすみ市 | いすみ市           |                    |
|                    | 細尾村             | 東村               | 東村                              | 昭和30年3月31日 大原町 | 平成17年11月27日 いすみ市 | いすみ市           |                    |
|                    | 若山村             | 東海村             | 東海村                            | 昭和30年3月31日 大原町 | 平成17年11月27日 いすみ市 | いすみ市           |                    |
|                    | 新田村             | 東海村             | 東海村                            | 昭和30年3月31日 大原町 | 平成17年11月27日 いすみ市 | いすみ市           |                    |
|                    | 深堀村             | 東海村             | 東海村                            | 昭和30年3月31日 大原町 | 平成17年11月27日 いすみ市 | いすみ市           |                    |
|                    | 日在村             | 東海村             | 東海村                            | 昭和30年3月31日 大原町 | 平成17年11月27日 いすみ市 | いすみ市           |                    |
|                    | 釈迦谷村           | 東海村             | 東海村                            | 昭和30年3月31日 大原町 | 平成17年11月27日 いすみ市 | いすみ市           |                    |
|                    | 小池村             | 浪花村 の一部      | 浪花村の一部                      | 昭和30年3月31日 大原町 | 平成17年11月27日 いすみ市 | いすみ市           |                    |
|                    | 小沢村             | 浪花村 の一部      | 浪花村の一部                      | 昭和30年3月31日 大原町 | 平成17年11月27日 いすみ市 | いすみ市           |                    |
|                    | 岩船村             | 浪花村 の一部      | 浪花村の一部                      | 昭和30年3月31日 大原町 | 平成17年11月27日 いすみ市 | いすみ市           |                    |
|                    | 上布施村の一部     | 布施村 の一部      | 布施村の一部                      | 昭和30年3月31日 大原町 | 平成17年11月27日 いすみ市 | いすみ市           |                    |
|                    | 下布施村の一部     | 布施村 の一部      | 布施村の一部                      | 昭和30年3月31日 大原町 | 平成17年11月27日 いすみ市 | いすみ市           |                    |

## 経済
- 農業
- 水産業

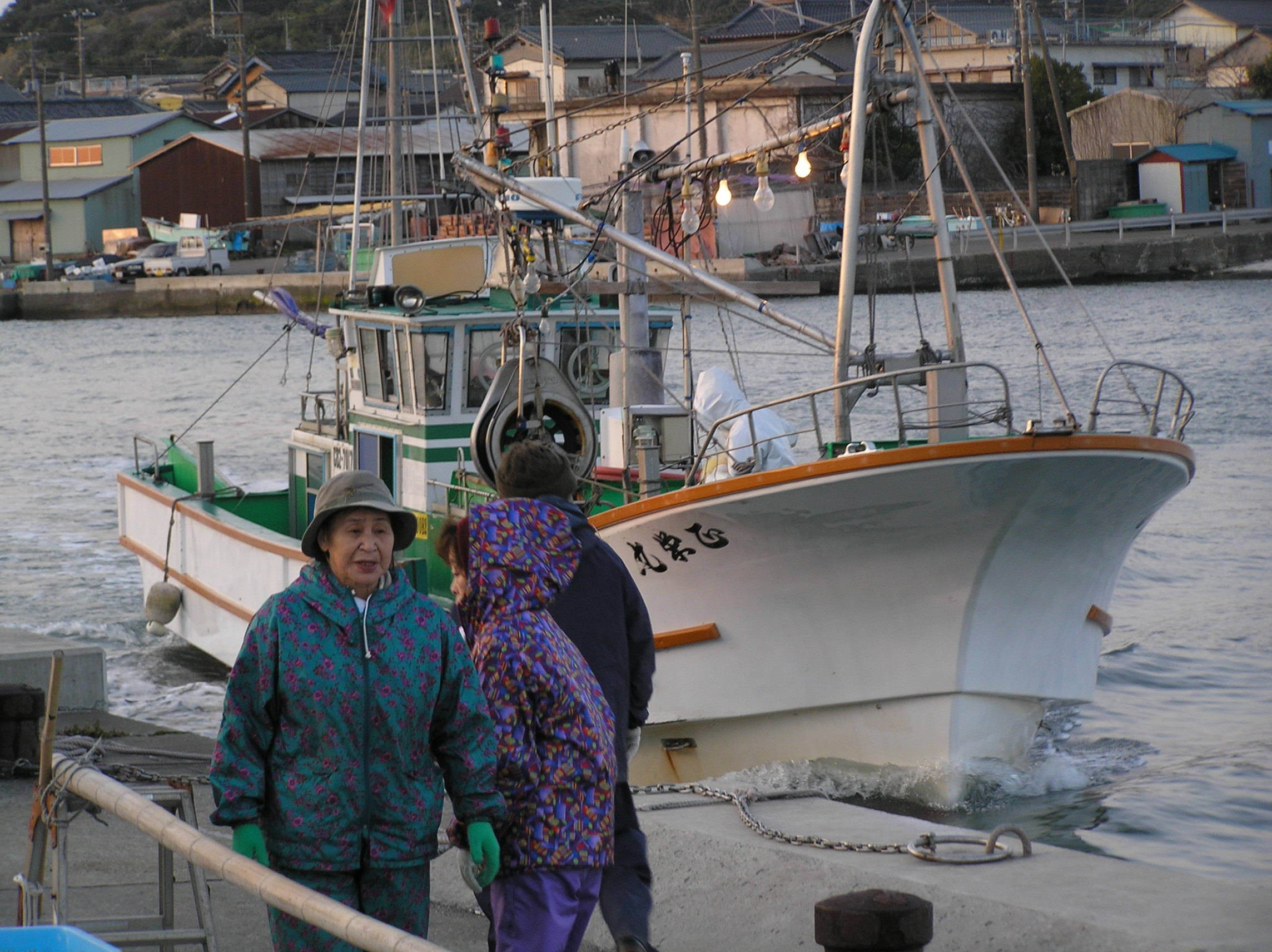
大原漁港

  - 大原漁港は周辺一帯で最も規模の大きい漁港である。
  - 岬町の太東漁港と共に夷隅東部漁業協同組合を形成しているが、漁協別の水揚げ量で見た場合、イセエビの水揚げ量は日本一である。

## 姉妹・提携都市
- ダルース市（アメリカ合衆国・ミネソタ州）
1990年10月3日 大原町とダルース市は、平和の鐘（梵鐘）が機縁となり姉妹都市同意議定書を結んだ。きっかけとなった平和の鐘とは、かつて大原町寄瀬地区の長栄寺にあった梵鐘で、太平洋戦争中に軍用物資製造用材料として供出されたものの、使用されないうちに終戦を迎え、1946年に米軍によりアメリカ本土に渡り、ダルース市の市長室に飾られていた。その後、この梵鐘について返還の陳情を行ったところ、大原町に返還されることになり、1954年に米国海空軍の協力で再び太平洋を渡って大原町に戻り、当時の土屋幸正大原町長によって“日米親善平和の鐘”と命名された。

## 地域

### 教育

#### 小学校
- 大原町立
  - 大原小学校
  - 東海小学校
  - 東小学校
  - 浪花小学校
- 布施学校組合立布施小学校
  - 所在地は御宿町上布施

#### 中学校
- 大原町立大原中学校

#### 高等学校
- 千葉県立大原高等学校

### 公共機関
- いすみ警察署
- 千葉地方法務局大原出張所
- ハローワーク大原 （茂原公共職業安定所大原出張所）
- 夷隅地域整備センター（旧大原土木事務所）
- 南部漁港事務所大原支所
- 夷隅農林振興センター

## 交通

### 鉄道
大原駅から千葉駅までの所要時間は普通列車で1時間程度であり、また大原駅には東京駅まで直通する特急列車も停車する。
- 東日本旅客鉄道
  - ■外房線
    - 大原駅 - 浪花駅
- いすみ鉄道
  - ■いすみ線
    - 大原駅 - 西大原駅 - 上総東駅 - 新田野駅

### 道路
- 一般国道
  - 国道128号
  - 国道465号
- 都道府県道
  - 千葉県道154号夷隅長者線
  - 千葉県道174号勝浦布施大原線
  - 千葉県道175号大原港大原停車場線
  - 千葉県道176号夷隅御宿線

## 名所・旧跡・観光スポット・祭事・催事
- 八幡岬
- 大原はだか祭り
- 大原海上花火大会
- 大原ふる里物産まつり
- 源氏ぼたる観賞の夕べ
- 春まつり
- 大原ちょうちん時代祭
- 椿まつり